# Patriota (film 1998)
Patriota The Patriot – amerykański thriller na podstawie powieści Williama Heine The Last Canadian.

## Obsada
- Steven Seagal – Wesley McClaren
- Gailard Sartain – Floyd Chisolm
- L.Q. Jones – Frank
- Camilla Belle – Holly
- Dan Beene – Richard Bach
- Ron Andrews – Radioman
- R.J. Burns – Navy Capt.
- Damon Callazo – Lieutenant Johnson
- Silas Weir Mitchell – Pogue
- Whitney Yellow Robe – Ann
- Brad Leland – Big Bob
- Bernard O’Connor – Dr Tom Hergot
- Molly McClure – Molly
- Ayako Fujitani – Asystentka McClarena
- Philip Winchester – Młody milicjant
- Kelcie Beene – Przyjaciółka Holly
- Douglas Sebern – Sędzia Tomkins
- Callie Strozzi – Przyjaciółka Holly
- Ross Loney – Clem
- Bernard O’Connor – Dr Tom Hergot
- Leonard Mountain Chief – Dziadek
- Robert Harvey – Pułkownik Harvey
- Jeff Tillotson – Szeregowy Benson
- Don Peterson – Żołnierz T.S.
- Cory Brown – Żołnierz T.S.
- Tom Vanek – Wartownik przy blokadzie na drodze
- Scott Wetsel – Agent FBI
- Dillinger Steele – Szeryf
- Gene E. Carlstrom – Stary

## Opis fabuły
Doktor Wesley McClaren (Steven Seagal) pracował kiedyś dla rządu USA. W prowincjonalnym miasteczku, w którym mieszka wybucha epidemia. Weslay kontaktuje się ze swoim przyjacielem, specjalistą od badań nad bronią biologiczną. Potwierdza on obawy lekarza, że rządowy eksperyment nad bronią wymknął się spod kontroli. Życie mieszkańców jest zagrożone. Lekiem na epidemię okazują się kwiaty i zioła rosnące w tamtym rejonie.